# Милица Петковић Краљ
Милица Петковић Краљ (Каменаре, 12. фебруар 1953) је српска песникиња у Црној Гори, књижевна критичарка, есејиста, потпредседница Удружења књижевника Црне Горе и новинарка. Поезија јој је превођена на неколико језика. Живи и ради у Подгорици. 

## Биографија
Југословенску књижевност и српски језик студирала је на Филозофском факултету  Универзитета у Приштини. Након пресељења у Подгорицу крајем 1970-их година, почиње да ради у "Побједи". Уређивала је трибине "Микрокозма" Матице српске - Друштва чланова у Црној Гори од 2012. до 2014. , трибине "Ријечи" од 2015. године и потпредседница Удружења књижевника Црне Горе.
Била је удата за радијског новинара и књижевника, Будислава Краља с којим има две ћерке. Живи и ради у Подгорици.

## Стваралаштво и награде[2]
Милица Краљ је стваралац посебног интелектуалног профила присутан на књижевној сцени већ неколико деценија. У својој зналачки утемељеној поетици, веома успешно повезује традицију и нове токове. Милица Краљ се, осим књижевног рада, бави и фељтонистиком и новинарством. У оквиру свог књижевно-теоријског и критичког рада приредила је неколико антологија наших и светских писаца. 
У својој поезији користи мистификаторске потенцијале језика предака да бисмо свет који срећемо у њеној поезији посматрали кроз феноменолошку димензију. Преокупација Милице Краљ јесте стална брига о очувању сразмерности са традиционалним песништвом али и са савременим песницима. Остаје верна традиционалности српске поезије што је најбоље изражено у песмама које говоре о природи народа. Милица Краљ не прекида дијалог са меланхолијом угрожене душе српског народа и обнавља потиснутост лирску наративност која пева о трагици заједнице и трагизму појединца. 
Милица Краљ трага по историји и народном предању показујући читаоцима да су "прапроблеми" за чијим решењем током живота неуморно трагамо старији од нас самих. Продубљујући њихово значење, она "прапроблемима" даје метафизички карактер. Њена поезија се може тумачити са религијског, филозофског и поетског аспекта али и са аспекта обичног човека. Њен језик, истовремено народни и књижевни, разумљив је обичном човеку о ком пише и чију судбину расветљава не само кроз историјске већ и кроз личне, моралне ломове. Милица Краљ се у свом стваралаштву бави и положајем жена; од сељанки које рађају на њивама до важних имена наше културе попут Анице Савић Ребац. Указује на огроман значај малог човека али и сву неправду којој су и мале и велике жене изложене. 
Бећир Вуковић је њено песништво окарактерисао као "песништво заветности и саборности"
Објавила је књиге поезије: "Двери", "Од светлости светлост","Људско месо", " Небом расла бела црква", "Засејах лан", "Икона Грдана", "Лепи Јован", "Момачка грана", "Чрнилница" (изабране и нове песме), "Харитонова глава", "Чисанице (сто изабраних песама о Песми)".
Објавила је и следеће антологије: "Запламти са усана ружа (антологија српске и светске љубавне поезије)", "Сневне Евине кћери (прва антологија женског песништва у Црној Гори)" , "Мајстори смрти (есеји о песницима самоубицама)", "Савремена српска поезија у Црној Гори (панорамски преглед)", "Јелена Лазаревић Балшић- владарка и песмотворка"; "Арахнина нит (есеји о српским и светским песникињама, сликаркама и хероинама)", "Ријеч и вријеме - Удружење књижевника Црне Горе од 1946. до 2020.године" у коауторству са Александром Ћуковићем.
Добитница је књижевних награда: "Марко Миљанов Удружења књижевника Црне Горе" 2001. године, "Повеља Кнез Лазар", "Печат Унирекса" , награде "Радован Зоговић", "Видовданска повеља", награде часописа “Стварање” УКЦГ, "Златна струна Смедеревске песничке јесени" 2015., "Моравски цароставник" , награде "Миодраг Ћупић", "Златне значке" Културно просветне заједнице Србије као и Годишње новинарске награде УНЦГ 2014. године, конкурсних награда "Трагом Настасијевића" и "Ниси сама - пријави насиље".
Песме су јој заступљене у антологијама, панорамама и зборницима и преведене на енглески, руски, немачки и турски језик.

## Занимљивости
Милица Петковић Краљ је прва жена добитница награде "Марко Миљанов" за збирку "Људско месо". Њена поезија писана је на дијалекатском говору њеног родног краја - села Каменара а који можемо срести само у најбољим књигама српског језика.